# Diaea doleschalli
Diaea doleschalli es una especie de araña cangrejo del género Diaea, familia Thomisidae. Fue descrita científicamente por Hogg en 1915.

## Distribución
Esta especie se encuentra en Nueva Guinea.